# Вахнянин Богдан Іванович

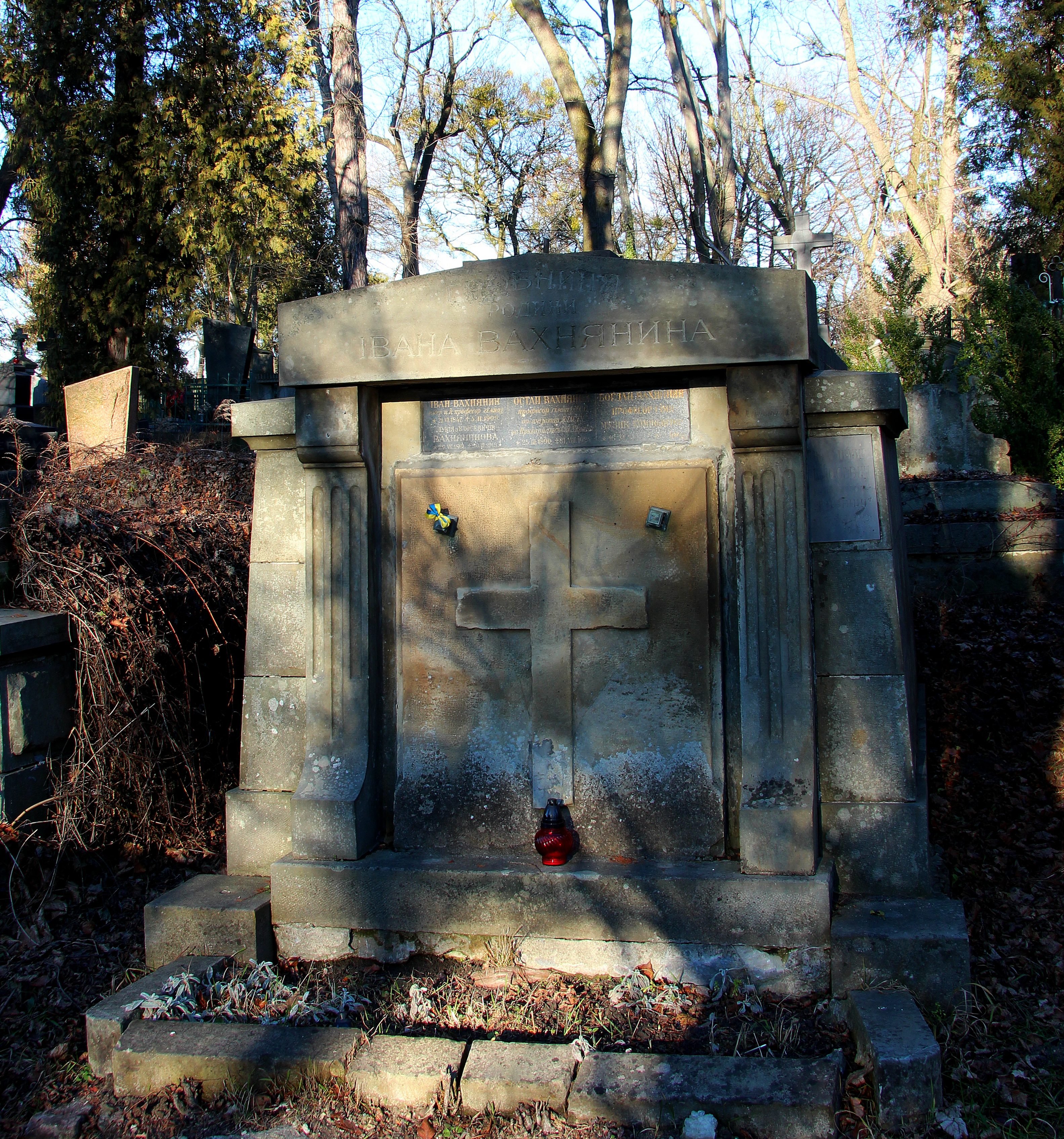
Гробівець родини Вахняниних на 72 полі Личаківського цвинтаря у Львові

Вахнянин Богдан Іванович (нар. 16 листопада 1883, м. Стрий, нині Львів. обл. — 18 січня 1940, Львів) — український композитор, диригент, громадсько-музичний діяч. Небіж А. Вахнянина.

## Біографія
Закінчив Вищий музичний інститут у Львові (1909; кл. фортепіано М. Криницької, теорії музики і композиції — А. Вахнянина, С. Людкевича), одночасно 1905—1910 — вільний слухач Львівського університету, де 1905 став одним із засновників і головним диригентом студентського чоловічого хору «Бандурист» (1929—1932 керував цим хором). 1910—1929 працював учителем у гімназіях та музичних школах на Львівщині. 1924 у Перемишлі (нині Польща) заснував і очолив філію Вищого музичного інституту, був керівником і диригентом хору товариства «Боян».
Автор досліджень з музичного життя Західної України. Уклав збірку пісень «Закувала зозуленька» (Львів, 1938).
Похований у родинному гробівці на 72 полі Личаківського цвинтаря у Львові.
Дружина — Ірина, син Іван народився 6 квітня 1918 в Перемишлі.

## Твори
Музичні картини за поемою «Гайдамаки» Т. Шевченка — «Титар» (1906) і «Лебедин» (1937); «Український вертеп» (1933); оперети — «Орися», «Попелюшка» (незакінч.); для фортепіано — «Веснівка», «Думка», «Козачок» (усі — 1900); хори, зокрема на вірші Т. Шевченка «Дума» (з поеми «Невольник»), «Садок вишневий»; солоспіви на слова П. Грабовського, С. Чарнецького; обробки народних пісень.